# Eleição municipal de Bauru em 2016
A eleição municipal de Bauru em 2016 foi realizada em 2 de outubro de 2016, para eleger 17 vereadores, e com o segundo turno realizado no dia 30 de outubro de 2016, elegendo o prefeito Clodoaldo Armando Gazzetta, do PSD, com 59,96% dos votos válidos, vencendo o candidato Raul Aparecido Gonçalves Paula, do PV, que obteve 40,04% dos votos válidos
O pleito em Bauru foi parte das eleições municipais nas unidades federativas do Brasil. Bauru foi um dos 539 municípios vencidos pelo PS, no Brasil, há 5.570 cidades.
A disputa para as 17 vagas na Câmara Municipal de Bauru envolveu a participação de 281 candidatos. O candidato mais bem votado Fabio Sartori Manfrinato, que obteve 6,13% dos votos válidos (10,254  votos)

## Antecedentes
Na eleições municipais de 2012 na cidade de Bauru, o vencedor atual Clodoaldo Gazzeta, foi derrotado pelo candidato Rodrigo Agostinho do PMDB, que se saiu vitorioso com 80% dos votos ainda no primeiro turno.
A em sua carreira política, Gazzeta foi um dos fundadores do Partido Verde (PV) na cidade de Bauru em 1991, após militar 23 anos pelo partido, anunciou sua saída do partido e se filia ao Partido Social Democrático (PSD)

## Eleitorado
Na eleição de 2016, 263.506 eleitores estiveram aptos a votar na cidade de Bauru. O município ganhou 14.533 novos votantes, 5,9% a mais que nas eleições de 2012

## Candidatos
Neste ano, o município de Bauru recebeu 6 Candidatos a prefeitura. Clodoaldo Armando Gazzetta (PSD), Raul Aparecido Gonçalves Paula (PV), Renato Celso Bonomo Purini (PMDB), Henrique Alberto Almirantes Júnior (PRB), Maria Flor Oliveira Di Piero (PSOL) e Osmar Pereira Brito (PCO), porém este último teve a candidatura indeferida.

## Campanha
Em sua campanha política, Gazzeta recebeu críticas a respeito de sua proposta de criação de subprefeituras, que, segundo seus oponentes era algo que ja existia na cidade. Também foi criticado por sua falta de experiência em cargos públicos. O ponto positivo de sua campanha foi seu plano de governo elaborado de forma colaborativa com seus eleitores denominado de "Plano de governo participativo" e apostou também no apoio declarado do ministro da ciência, tecnologia e comunicação Gilberto Kassab. Gazzeta liderou as pesquisas de intenções de voto durante todo o período de campanha.
O candidato Raul Gonçalves apostou na parceria com o governador do estado de São Paulo, Geraldo Alckmin, que declarou seu apoio ao candidato do PV.

## Resultados

### Prefeito

#### Primeiro turno
| Candidato                         | vice            | partido | Porcentagem de votos | numero de votos | Coligação                                                                               |
| --------------------------------- | --------------- | ------- | -------------------- | --------------- | --------------------------------------------------------------------------------------- |
| Clodoaldo Armando Gazzetta        | Toninho Gimenes | PSD     | 45.53%               | 78.349          | "Bauru sempre em frente" PP / PSD / PTB / PSB / DEM / PROS / PC do B / PSC / PEN / REDE |
| Raul Aparecido Gonçalves Paula    | Lima Junior     | PV      | 30.61%               | 52.668          | "Bauru quer muito mais" PV / PSDB / PR / PTN / PPS / PMB                                |
| Renato Celso Bonomo Purini        | Darlene Tendolo | PMDB    | 13.94%               | 23.981          | "Avança Bauru" PMDB / PDT / SD / PHS / PSL / PRP / PRTB                                 |
| Henrique Alberto Almirates Júnior | Coronel Lamoso  | PRB     | 7.16%                | 12.313          | "Bauru em primeiro lugar" PRB / PT                                                      |
| Maria Flor Oliveira Di Piero      | Edson Fernandes | PSOL    | 2.77%                | 4.768           | Partido isolado                                                                         |

O candidato Osmar Pereira Brito, candidato pelo PCO   teve a candidatura indeferida.
VOTOS BRANCOS: 10,781 VOTOS NULOS: 21.296

### Segundo turno.
| Candidato                      | Partido | Porcentagem dos votos | Numero de votos | Situação   |
| ------------------------------ | ------- | --------------------- | --------------- | ---------- |
| Clodoaldo Armando Gazzetta     | PSD     | 59.96%                | 105.751         | Eleito     |
| Raul Aparecido Gonçalves Paula | PV      | 40.04%                | 70.617          | Não eleito |

VOTOS BRANCOS: 5,851 VOTOS NULOS: 15,709

### Vereadores
| Candidato               | Numero | Partido | Votos  | Porcentagem | Situação   |
| ----------------------- | ------ | ------- | ------ | ----------- | ---------- |
| Fabio Manfrinato        | 11111  | PP      | 10.254 | 6,13%       | Eleito     |
| Coronel Meira           | 40190  | PSB     | 4.774  | 2,86%       | Eleito     |
| Pr. Luiz Barbosa        | 10123  | PRB     | 3.834  | 2.29%       | Eleito     |
| Sandro Bussola          | 12100  | PDT     | 3.464  | 2,07%       | Eleito     |
| Carlinhos               | 43333  | PV      | 3,048  | 1.82%       | Eleito     |
| Dra Telma Gobbi         | 77123  | SD      | 3.033  | 1,81%       | Eleito     |
| Yasmim                  | 208777 | PSC     | 2.938  | 1,76%       | Eleito     |
| Natalino da Pousada     | 43200  | PV      | 2.701  | 1,62%       | Eleito     |
| Segalla                 | 25123  | DEM     | 2.610  | 1,56%       | Eleito     |
| Chiara Ranieri          | 25001  | DEM     | 2.544  | 1,52%       | Eleito     |
| Markinho da Diversidade | 11100  | PP      | 1.796  | 1,07%       | Eleito     |
| Serginho Brum           | 55321  | PSD     | 1.792  | 1,07%       | Eleito     |
| Mané Losila             | 12200  | PDT     | 1.769  | 1,06%       | Eleito     |
| Roger Barude            | 23123  | PPS     | 1.674  | 1%          | Eleito     |
| Carlão de Goes          | 15000  | PMDB    | 1.655  | 0,99%       | Eleito     |
| Miltinho Sardin         | 14611  | PTB     | 1.626  | 0,97%       | Eleito     |
| Ricardo Cabelo          | 23500  | PPS     | 1.512  | 0,90%       | Eleito     |
| Estela Almagro          | 13123  | PT      | 2.235  | 1,34%       | Não eleito |
| Guilherme Berriel       | 25555  | DEM     | 1.772  | 1,06%       | Não eleito |
| Carlinhos Cantelli      | 43300  | PV      | 1.680  | 1,00%       | Não eleito |
| Dona Catini             | 12340  | PDT     | 1.667  | 1,00%       | Não eleito |
| Lucas Faccin Basso      | 40222  | PSB     | 1,649  | 0,99%       | Não eleito |
| Artemio                 | 15200  | PMDB    | 1.581  | 0,95%       | Não eleito |
| Pasqual                 | 15999  | PMDB    | 1.467  | 0,88%       | Não eleito |
| Zezinho                 | 43600  | PV      | 1.463  | 0,88%       | Não eleito |
| Marcelo Afonso          | 15678  | PMDB    | 1.392  | 0,83%       | Não eleito |
| Coxa                    | 11000  | PP      | 1.338  | 0,80%       | Não eleito |
| Minhano                 | 23456  | PPS     | 1.274  | 0,76%       | Não eleito |
| Lokadora                | 14123  | PTB     | 1.264  | 0,76%       | Não eleito |
| André da Ambulância     | 12192  | PDT     | 1.255  | 0,75%       | Não eleito |
| Maria Salomão           | 22123  | PR      | 1.111  | 0,66%       | Não eleito |
| Vella                   | 23023  | PPS     | 1.101  | 0,66%       | Não eleito |
| Chico Alves             | 23200  | PPS     | 1.091  | 0,65%       | Não eleito |
| Prof. Carlos Neves      | 14100  | PTB     | 1.061  | 0,63%       | Não eleito |
| Sérgio Ishicava         | 23600  | PPS     | 1.056  | 0,63%       | Não eleito |
| Ivo Leite               | 43000  | PV      | 1.054  | 0,63%       | Não eleito |
| Richard Tenedine        | 11011  | PP      | 1.047  | 0,63%       | Não eleito |
| Leandro Tessari         | 18000  | REDE    | 1.037  | 0,62%       | Não eleito |
| Inacio                  | 43210  | PV      | 1.035  | 0,62%       | Não eleito |
| Pastor Aguinaldo Silva  | 23300  | PPS     | 1.030  | 0,62%       | Não eleito |
| Roberto Garcia          | 43123  | PV      | 1.017  | 0,61%       | Não eleito |

VOTOS BRANCOS: 15,685 VOTOS NULOS: 21,305

## Análise
Depois de alguns anos concorrendo a prefeitura e após perder no primeiro turno nas eleições de 2013 para Rodrigo Agostinho, o que foi considerado um massacre, Clodoaldo finalmente obteve êxito nas eleições municipais de forma tranquila, já que liderou as pesquisas de campanha em todo o momento. Seu êxito não foi com folga mais sim uma margem consideravelmente tranquila para seu oponente Raul no segundo turno.
Para o portal G1, Gazzeta falou depois de ser eleito: "Eu estou muito feliz com o resultado das eleições. Eu acho que a população de Bauru conseguiu enxergar que falar a verdade e ter projetos reais é importante para mudar a cidade de Bauru a partir do ano que vem. Muito obrigado a todos os bauruenses que acreditaram e podem ter certeza que eu levei 25 anos da minha vida política para virar prefeito da minha cidade e eu vou fazer todo o possível para melhorar a cidade e a vida das pessoas a partir do ano que vem".